# فيليب كيرش
فيليب كيرش هو قاضي ومحامي ودبلوماسي كندي، ولد في 1 أبريل 1947 في نامور في بلجيكا.

## وصلات خارجية
- فيليب كيرش على موقع مونزينجر (الألمانية)